# 加拿大皇家銀行
加拿大皇家銀行（英語：Royal Bank of Canada，TSX：RY，：RY，LSE：0QKU，SIX：RY）是加拿大最大的銀行。截至2022年底，根据市值规模排名世界第23大银行。
截至2024年10月31日，加拿大皇家银行在加拿大的零售银行业务RBC皇家银行（英語：RBC Royal Bank）在全国共拥有1,189家分行和4,042台自动柜员机，服务约1,470万个人客户，在加拿大的主要个人银行产品市场份额位列第一。

## 历史
加拿大皇家銀行始創於1864年，於哈利法克斯開業，初時的名稱為Merchants' Bank，於1901年易名並沿用至今，时當地加拿大華僑稱之为賚路銀行。1907年，該行總部遷往滿地可。
2011年6月20日，PNC金融服務集團20日發表聲明說，已與加拿大皇家銀行達成協議，將出資34.5億美元收購後者在美國的零售銀行業務。
加拿大皇家銀行（美國）的總部位於北卡羅來納州，資產大約為250億美元。該銀行在美國6個州擁有424家分行。在交易完成後，加上PNC金融服務集團現有的服務網絡，該銀行的分行數量將達到2870家，屆時將成為美國第五大銀行。

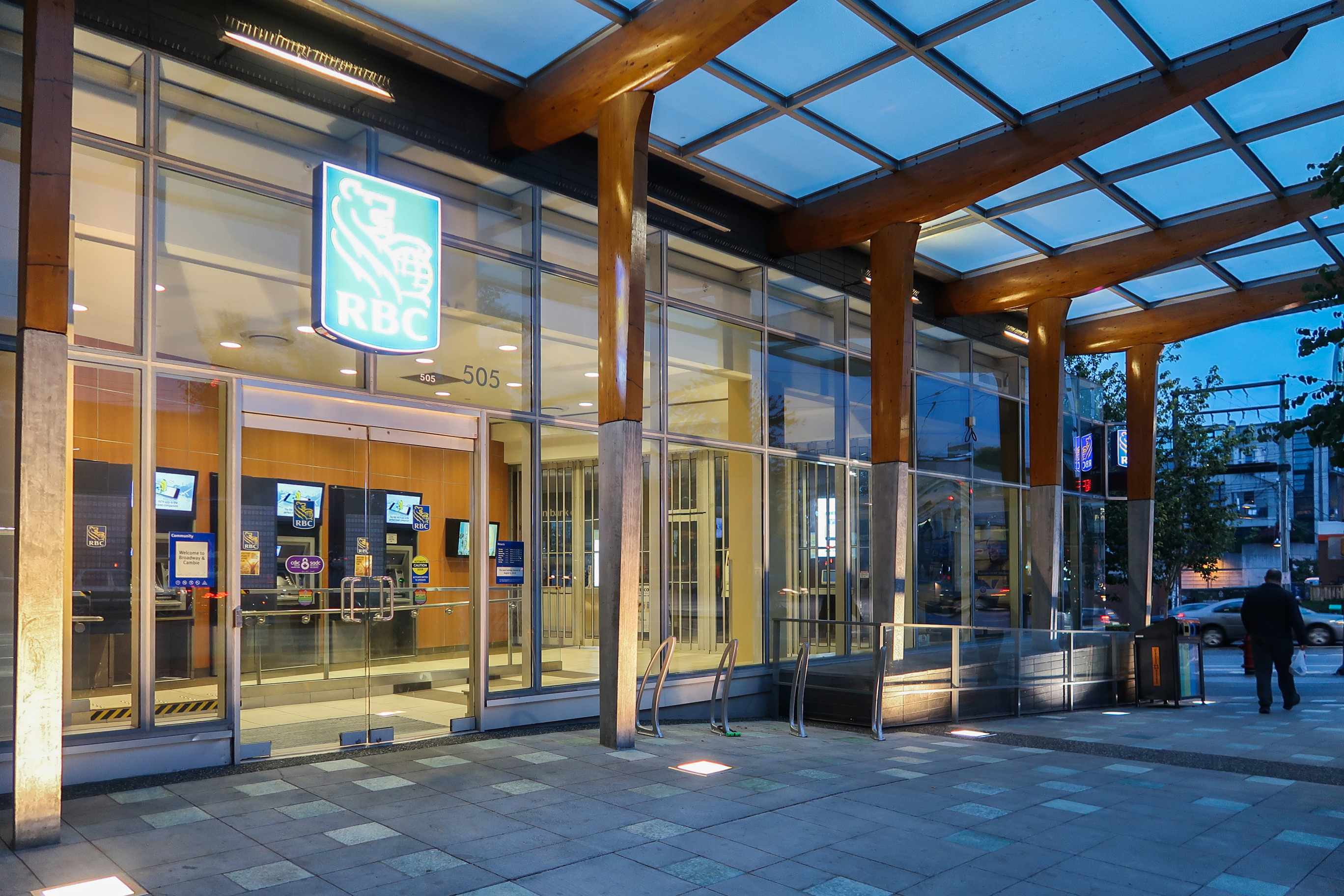
加拿大皇家銀行在溫哥華Fairview的分行

2015年，RBC同意出售旗下瑞士私人银行——Royal Bank of Canada (Suisse) SA给瑞士本地SYZ Group；同年11月，RBC完成对City National Bank的收购。
2016 年 1 月 21 日，Aviva 宣布以 5.82 亿加元收购 RBC General Insurance Company。
2019 年，RBC 同意将其在安提瓜、多米尼加和圣卢西亚等地的东加勒比银行业务出售给该地区的一个银行财团。
2022年1月，渣打銀行收購加拿大皇家銀行旗下的加皇信託香港有限公司。
2022年11月29日，加拿大皇家銀行宣布向滙豐控股收購加拿大滙豐銀行個人和商業銀行業務和由加拿大滙豐發行並由滙豐持有之優先股及未償還後償債務给，作價分別約8億美元為7億美元，即總作價達116億美元（約902億港元）。2024年3月28日，完成對加拿大滙豐銀行的併購。

## 经营状况
現時加拿大皇家銀行總部位於蒙特利尔的玛丽城中心，运营中心位于多伦多，有1400間分行，遍佈北美和全球30多個國家，客戶多達1200多萬名。

加拿大皇家银行亦拥有世界排名第12的投资银行，RBC Capital Markets。

## 相关内容
- 加拿大五大银行
- 多伦多道明银行
- 豐業銀行
- 滿地可銀行
- 加拿大帝国商业银行
- 加拿大国民银行

## 外部連結
- 加拿大皇家銀行网站 （页面存档备份，存于）（英文）
- 加拿大皇家銀行中文網站 （页面存档备份，存于）（简体中文）
- RBC皇家銀行网站 （页面存档备份，存于）（英文）
- （页面存档备份，存于） RBC InvestEase（英文）
- RBC Wealth Management （页面存档备份，存于）（英文）
- RBC Direct Investing （页面存档备份，存于）（英文）
- RBC Insurance （页面存档备份，存于）（英文）
- RBC Capital Markets （页面存档备份，存于）（英文）
- RBC Global Asset Management （页面存档备份，存于）（英文）
- RBC Investor & Treasury Services （页面存档备份，存于）（英文）

## 備註及參考文獻
1. 1 2 3 4 5   (PDF). 加拿大皇家银行. 2024-12-03  [2024-12-06]. （原始内容存档 (PDF)于2024-12-28） （英语）.
2. 1 2 3 4 5 6 7 8 9 10 11 12 13 14 15 16 17 18 19   (PDF). 加拿大皇家银行. 2024-12-04  [2024-12-06]. （原始内容存档 (PDF)于2025-03-09） （英语）.
3. ↑  http://www.rbc.com/investorrelations/pdf/ar_2009_e.pdf （页面存档备份，存于） RBC Annual Report 2009
4. ↑  .   [2023-09-13]. （原始内容存档于2023-07-25）.
5. ↑  .   [2010年7月31日]. （原始内容存档于2011年9月29日）.
6. ↑  .   [2019年3月10日]. （原始内容存档于2021年4月11日）.
7. 1 2 3  . 2021-08-22  [2021-08-24]. （原始内容存档于2021-11-28）.
8. ↑  . 報. 2022-01-13  [2022-01-14]. （原始内容存档于2022-01-13） （中文（香港））.
9. ↑  . 香港經濟日報. 2022-11-30  [2022-12-01]. （原始内容存档于2023-02-19）.